# Can Trinxet
Can Trinxet era un conjunto industrial y ahora urbanístico que forma parte de Santa Eulalia (Hospitalet de Llobregat), un barrio de Hospitalet de Llobregat, en el área metropolitana de Barcelona.

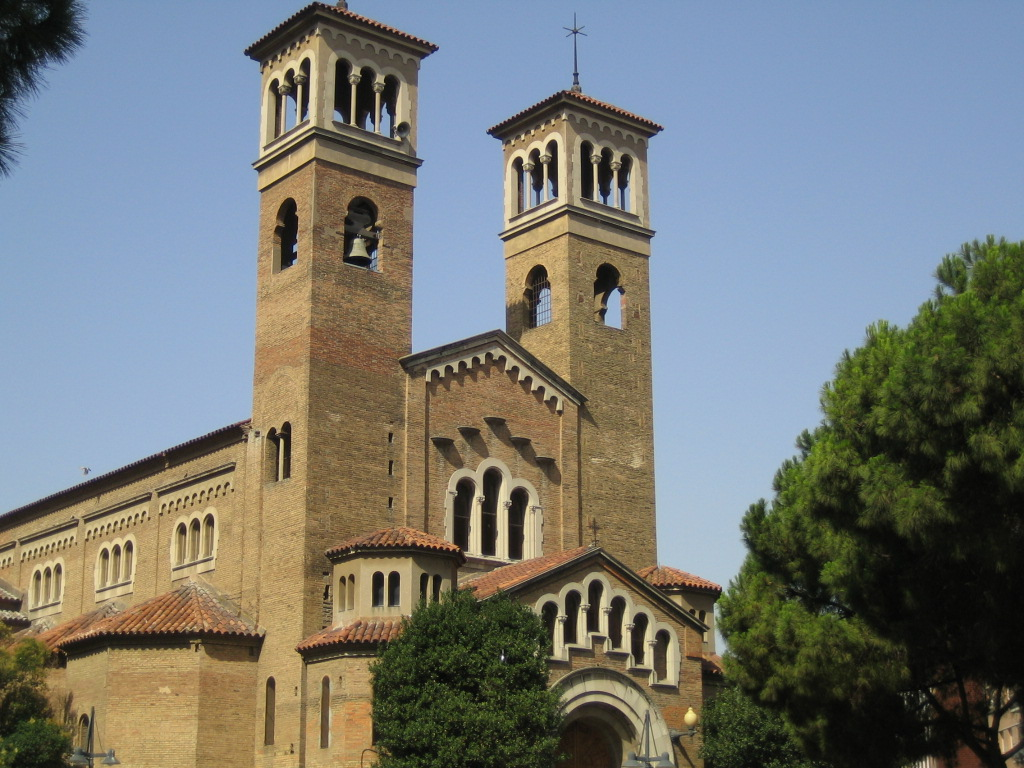
Iglesia de Santa Eulalia de Provenza.

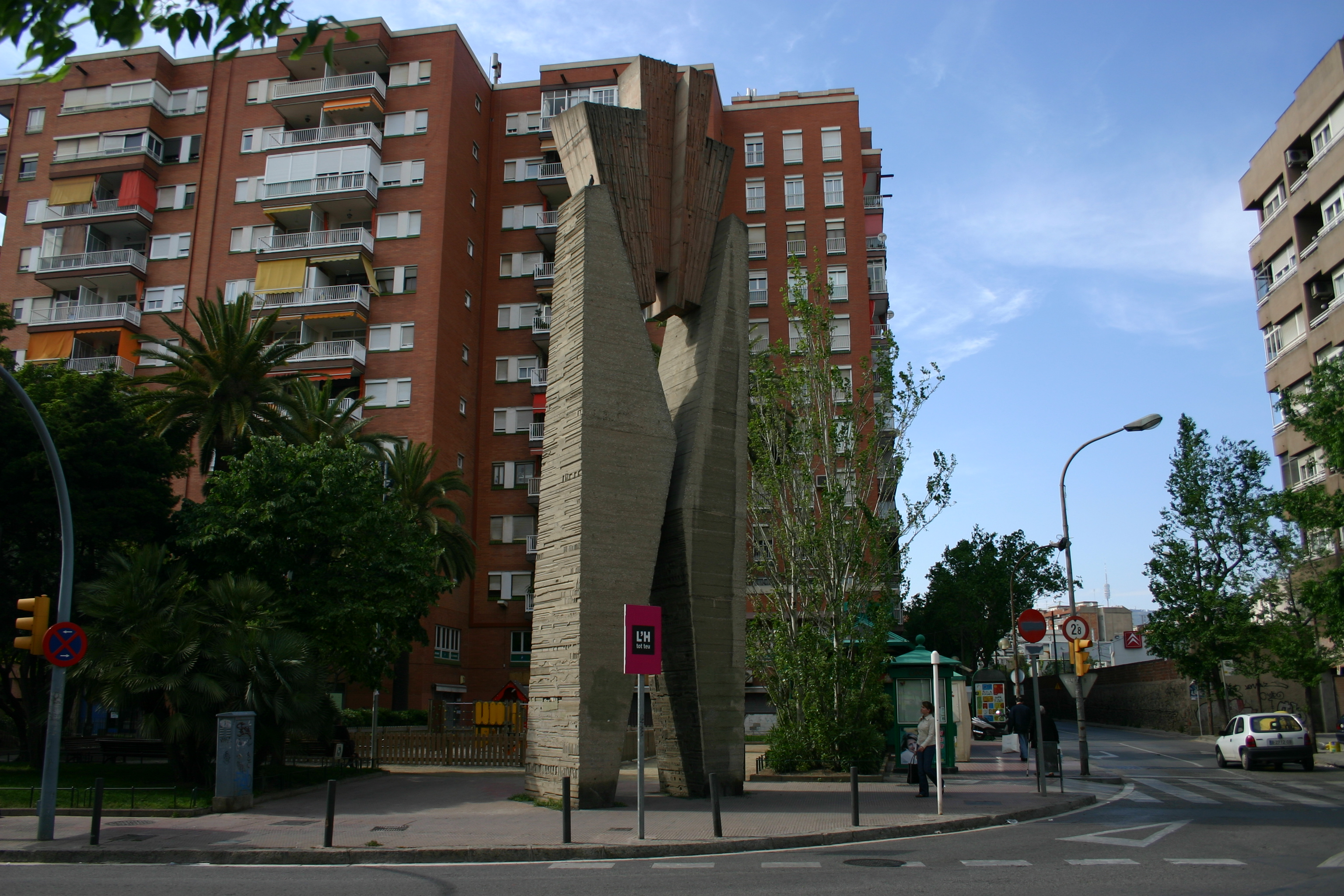
La Cruz de Santa Eulalia, conocida como «la Pinza».

La empresa textil Can Trinxet se hizo popular a principios del siglo XX por fabricar el llamado ‘vellut del tramviaire’ con la que se confeccionaban los uniformes de los
trabajadores de la Companyia de Tramvies de Barcelona.

## Historia de Can Trinxet
Can Trinxet fue ocupado por primera vez por una fábrica textil en 1890, propiedad de Salvador Oller. El complejo industrial Can Trinxet fue construido en 1905, por Joan Alsina i Arús, al lado, para acoger la fábrica Avelino Trinxet e Hijos. En 1906 y 1916, Modest Feu i Estrada lo amplió. En aquellos años, la fábrica Avelino Trinxet e Hijos era una de las fábricas textiles de algodón más importantes de España.
En 1930, en plena expansión industrial de la familia Trinxet, Can Trinxet, a través de Avelino Trinxet Pujol, entra a formar parte del gran grupo textil Unión Industrial Algodonera S.A., junto a la familia Bosch Catarineu y Salvador Villarrasa Vall, cuyas acciones desparecen a causa de la guerra civil y deben ser recuperadas en 1939.
En 1933, arrienda los locales de una empresa textil contigua, Can Gras, construïda entre 1906 y 1910 según el proyecto de Modest Feu y dedicada a la producción de pana y sábanas.
Y es que el impulso definitivo del inicio de este núcleo industrial de Santa Eulalia, en el Hospitalet, fue Can Gras, utilizada como fábrica de la familia Trinxet
en 1933.
La nave Can Gras fue uno de los exponentes de la arquitectura modernista industrial de principios del siglo XX.

## Santa Eulalia de Provençana
El crecimiento del barrio de Santa Eulalia fue el resultado de la rápida implantación de diversas industrias desde el final del siglo XIX. Por su cercanía a Barcelona, estaba partida en tres líneas de ferrocarril (Barcelona-Martorell desde 1955, la de Vilanova desde 1881 i la que conducía a Igualada desde 1912). La fragmentació urbana con tantas líneas obligó al Ayuntamiento del Hospitalet, en el año 1935, a construir
un puente. Era una zona industrial, sobre todo del sector textil, con empresas como las de Can Trinxet, la Tèxtil Pareto, Godó i Trias etc., y, desde finales de los años 60, la fábrica de la óptica Cottet.

## Fábrica Trinxet
La fábrica, construida en 1907 por el arquitecto Joan Alsina i Arús, fue propiedad también de Avelino Trinxet Casas (en catalán, Avel·lí Trinxet Casas), propietario de la Casa Trinxet (Barcelona, 1904) obra de Josep Puig i Cadafalch y con frescos de Joaquín Mir Trinxet, derribada en 1965. Actualmente el espacio de la fábrica ha sido recuperado para otros servicios residenciales y de equipamientos, manteniéndose una parte de la construcción modernista. La fábrica Trinxet estaba situada en la Calle Santa Eulalia, 172.
El barrio cuenta con una escultura obra de Josep Maria Subirachs, conocida popularmente como «la Pinza» (por su forma), que da la bienvenida a la ciudad cuando se accede desde la carretera de la Bordeta. La escultura representa la cruz del martirio de Santa Eulalia de Barcelona. Existe también una iglesia románica del siglo XII, Santa Eulalia de Provenzana, restaurada en el siglo XVIII, alrededor de la cual se sitúan los orígenes de la ciudad. Está situada en el extremo oeste del actual término municipal de Hospitalet.

## Conjunto industrial
En Can Trinxet se fabricaba el llamado "vellut del tramviaire", la pana de color torrado con la que se confeccionaban los uniformes de los trabajadores de la Compañía de Tranvías de Barcelona (Companyia de Tramvies de Barcelona). El grupo de empresas de la familia Trinxet daban empleo a casi 1.100 personas. En Can Trinxet eran 365 trabajadores.
En su terreno también se alojaban las instalaciones de Julià. Fuera de los muros de Can Trinxet funcionaban pequeñas tiendas y talleres.
El grupo de empresas de la familia Trinxet (Trinxet S.A., Tintes y Aprestos Modernos S.A., Trinxet Industrial S.A., etc.) que operaban en Can Trinxet, junto con otras grandes empresas textiles del Hospitalet (Tecla Sala, Auxiliar Textil Algodonera, Textil Hilados,
Caralt y Pérez, Godó y Trias, Gomar y Cia, Vilumara etc), sobrevivieron a la caída del textil de los años 50. Junto con la firma textil Albert Hnos., es la única que también sobreviviría más allá de 1975. Sin embargo, y a diferencia de Albert Hnos., Trinxet SA ya no operaba en 1981 en el Hospitalet.